# Mali Mlun
 Mali Mlun   (olaszul: Milino Piccolo) falu Horvátországban, Isztria megyében. Közigazgatásilag Buzethez tartozik.

## Fekvése
Az Isztriai-félsziget északi részének közepén, Pazintól 20 km-re északra, községközpontjától 6 km-re délnyugatra fekszik.

## Története
1880-ban 134, 1910-ben 156 lakosa volt. 2011-ben 65 lakosa volt.

## Lakosság
| Lakosság változása | Lakosság változása | Lakosság változása | Lakosság változása | Lakosság változása | Lakosság változása | Lakosság változása | Lakosság változása | Lakosság változása | Lakosság változása | Lakosság változása | Lakosság változása | Lakosság változása | Lakosság változása | Lakosság változása | Lakosság változása |
| ------------------ | ------------------ | ------------------ | ------------------ | ------------------ | ------------------ | ------------------ | ------------------ | ------------------ | ------------------ | ------------------ | ------------------ | ------------------ | ------------------ | ------------------ | ------------------ |
| 1857               | 1869               | 1880               | 1890               | 1900               | 1910               | 1921               | 1931               | 1948               | 1953               | 1961               | 1971               | 1981               | 1991               | 2001               | 2011               |
| 0                  | 0                  | 134                | 126                | 135                | 156                | 0                  | 0                  | 136                | 131                | 97                 | 73                 | 66                 | 63                 | 55                 | 65                 |

## Nevezetességei
Szent János tiszteletére szentelt temploma a temetőben áll. Bejárata felett glagolita betűs felirat látható az építés időpontjával az 1555-ös évszámmal. A 19. században romba dőlt, de 1886-ban újjáépítették.